# Parc Sandur
Parc Sandur is de zuidelijkste woonwijk van de plaats Emmen, provincie Drenthe (Nederland). De naam is afgeleid van de geologische term 'sandur', een uitloper van een gletsjer, dit vanwege de ligging van de wijk in de omgeving van het meest zuidelijke punt van de Hondsrug. De wijk is gelegen aan de Grote Rietplas. De westelijke helft is een recreatiepark, de oostelijke helft een woonwijk met ongeveer 800 woningen en 2.120 inwoners. Tot de jaren negentig bestond het terrein uit vlakke weilanden. Een plan om aan de Rietplas recreatiewoningen te bouwen leidde tot een financieel debacle. Later kwam er wel een levensvatbaar plan op tafel voor reguliere woningbouw en recreatie.

## Recreatiepark
De westelijke helft van Parc Sandur is een recreatiepark. Bijna alle huisjes staan aan het water en in open verbinding met de Grote Rietplas. De exploitatie van het recreatiepark lag eerst in handen van Landal GreenParks en sinds 2012 verzorgt Center Parcs de verhuur onder de naam "Center Parcs Parc Sandur". Het park is vrij toegankelijk, mede door het aanwezig zijn van een normale supermarkt in het centrum en is niet autovrij.

## Woonparc Sandur

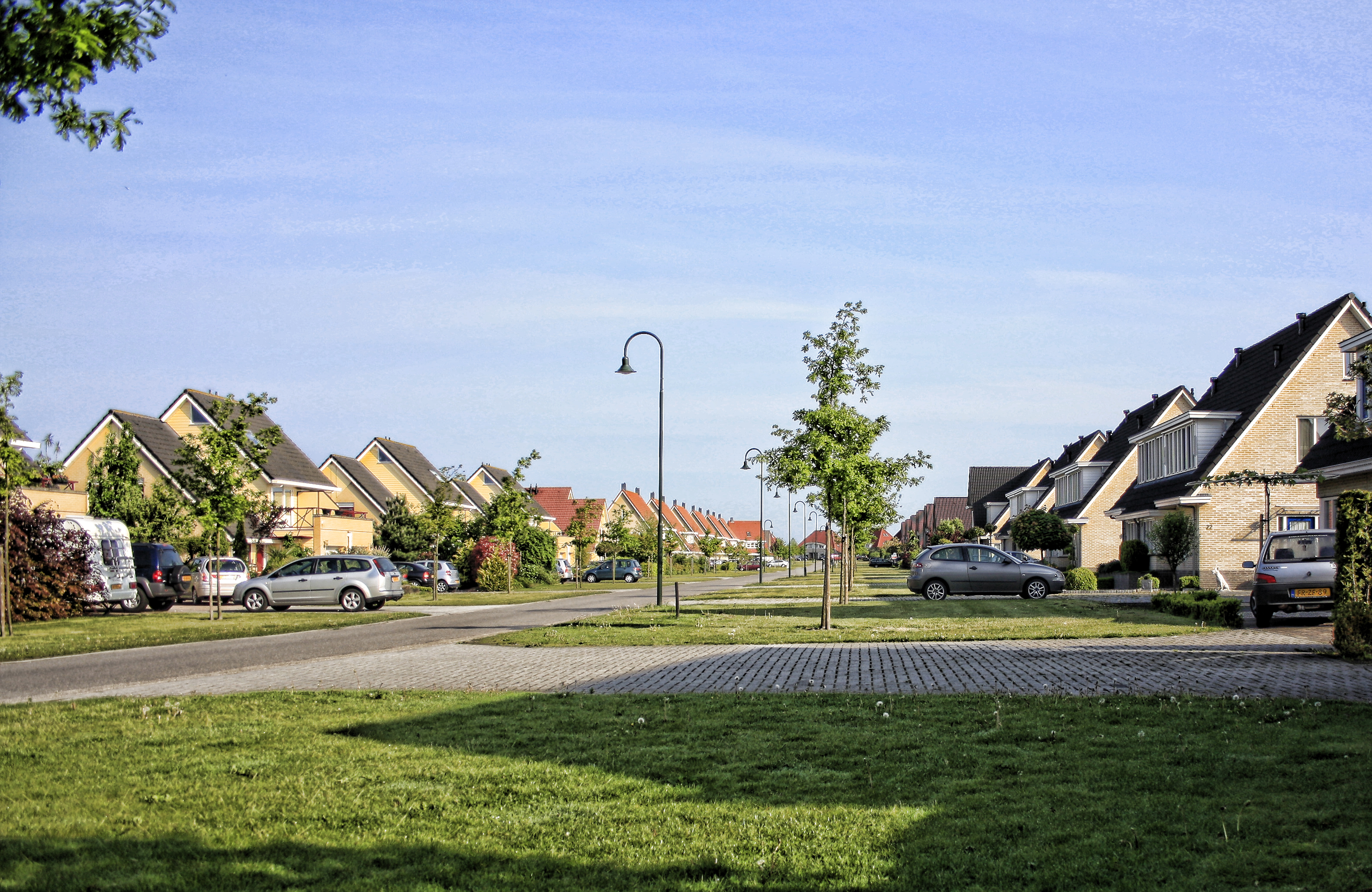
Toermalijndreef, woonparc Sandur, Emmen

Het ontwerp is geënt op de Engelse New Garden Cities zoals Welwyn. Er werden enkele singels uitgegraven, waarvan de grond werd gebruikt om delen van de wijk mee te verhogen. De woningen, waarvan de eerste in 1998 zijn opgeleverd, zijn allemaal gebouwd met een hoge nok en lage goot; in de ene straat met blauwe dakpannen, in de andere met rode. Opvallend is dat iedere straat zijn eigen huistype heeft.

## Faciliteiten
Bij de brug die toegang biedt tot het recreatiepark, ligt het gebouw Parc Centrum Sandur, met daarin onder andere een supermarkt, twee restaurants, een snackbar, een zwembad, een fitnesscentrum en mogelijkheden om tennis, squash, padel of badminton te spelen. Aan de rand van de wijk ligt de golfbaan Golfparc Sandur. Het recreatiepark heeft een kinderboerderij.
In 2015 is het Parc verrijkt met een kunstwerk: de Vuurvogel.